# Ringshyttan
Ringshyttan är en historisk hytta och by i nuvarande Striberg, Nora kommun. Ringshyttan är det äldre namnet på tätorten och det finns kvar i bland annat fastighetsbeteckningar.
Hyttan omtalas första gången 1519 då en bergsman i Ringshyttan var vittne till ett köpebrev. 1538 räntade hyttan 16 hundraden osmundar i årlig skatt. 1597 stod två bergsmän i Ringshyttan inför rätten för att ha attackerat och slagit byfogden Mårten Persson i Nora blodig.
Bland kända personer från Ringshyttan märks Johan Johansson i Noraskog och Gustaf Jansson.